# Andreas Karlstadt
Andreas Karlstadt (egl. Andreas Rudolph Bodenstein von Karlstadt, 1486-1541) var tysk, kristen teolog under Reformationen. Han blev født i byen Karlstadt i Franken.

## Uddannelse
Karlstadt fik sin doktorgrad i teologi i 1510 ved universitet i Wittenberg. Karlstadt var tidligere blevet uddannet i Erfurt og Köln. I 1510 blev han også leder af teologistudiet ved universitetet i Wittenberg og i 1511 leder af universitetet. I 1512 gav han Martin Luther doktorgraden. Fra 1515 til 1516 studerede han i Rom, hvor han fik en dobbeltgrad i kanonisk og civil ret ved Sapienza-universitetet.

## Reformationen
Indtil 1515 gik Karlstadt ind for en modificeret form for skolastik. Han var "verdslig" og havde ingen officielle forbindelser til nogen munkeordener. Hans tro blev udfordret, mens han var i Rom, hvor han oplevede en vidtspredt korruption inden for den romersk-katolske kirke.
I 1519 udfordrede Johann Eck Karlstadt til en diskussion i Leipzig, som også Luther deltog i.
I 1520 udstedte Pave Leo 10. en bulle, som truede Luther og Karlstadt med ekskommunikation, og som fordømte adskillige af deres sysnpunkter. Begge reformatorer fastholdt deres synspunkter, og de blev ekskommunikeret i en bulle i 1521.
Efter Rigsdagen i Worms i 1521, og mens Luther gemte sig på slottet i Wartburg, arbejdede Karlstadt for reformer i Wittenberg. Juledag 1521 udførte han den første reformerte altergang. Han løftede ikke nadverens bestanddele op, han havde almindeligt tøj på og havde fjernet alle henvisninger til offer fra den traditionelle messe. Han råbte indstiftelsesordene på tysk i stedet for latin, afviste at skriftemål var en forudsætning for altergang, og han lod altergængerne selv tage brød og vin.
I begyndelsen af 1522 forordnede byrådet i Wittenberg, at alle billeder skulle fjernes fra kirkerne og stadfæstede således de ændringer, som Karlstadt havde introduceret juledag. I januar 1521 giftede Karlstadt sig med Anna von Mochau, en 15-årig datter af en fattig adelsmand. Den 20. januar beordrede kejsermagten og paven Frederik den Vise til at ophæve ændringerne. Frederik lod det meste af messen vende tilbage til sin katolske form, men i et brev til byrådet gjorde han opmærksom på sin personlige sympati for Karlstadt.

### Forhold til Luther
Luther vendte tilbage fra Wartburg i begyndelsen af marts, hvor han holdt otte prædikener, hvori han understregede de teologiske lighedspunkter med Karlstadt, men hvor han også manede til forsigtighed. Dette var et vigtigt vendepunkt for Karlstadt og Luther. Karlstadt gentog nogle af sine moderat mystiske opfattelser, vedblev at gå i bondetøj, bad om at blive kaldt "Broder Andreas" og blev desillusioneret over det akademiske liv. Faktisk gav han afkald på sine tre doktorgrader.
I 1523 blev Karlstadt inviteret til at være præst i kirken i Orlamünde, og han accepterede med det samme. Her indførte han alle sine radikale reformer, og Orlamünde blev et mønster på den kongregationalistiske reformation. Kirkemusik og kunst blev afskaffet, man prædikede gejstligt ægteskab, og barnedåb blev afvist. Måske vigtigst af alt benægtede Karlstadt, at Kristus skulle være fysisk tilstede under nadveren, selvom han var åndeligt tilstede.
Fra foråret 1524 bekæmpede Luther Karlstadt og fratog ham retten til at udgive bøger og prædike uden Luthers bemyndigelse. I juni trak Karlstadt sig fra universitetet. I juli udgav Luther et brev til fyrsterne i Sachsen, hvori han hævdede, at Thomas Müntzer og Karlstadt var enige med hinanden, og at de begge var farlige og sekteriske med revolutionære tilbøjeligheder.
Den 22. august 1524 prædikede Luther i Jena. Karlstadt skjulte sig i mængden under prædikenen, og han bad om at komme til at tale med Luther. Det førte til konfrontation under en samtale i en kro. Der var adskillige misforståelser mellem de to. For eksempel sagde Luther, at han var overbevist om, at Karlstadt var revolutionær, på trods af at Karlstadt hele tiden havde afvist vold i religionens navn og afvist Thomas Müntzers invitation om at slutte sig til De Udvalgtes Liga. Karlstadts svar blev udgivet i 1524 i Wittenberg og findes stadig. Her kan man læse, at Karlstadt fortsat afviste den vold, der førte til den tyske bondekrig. Luther påstod også, at Karlstadt ikke havde været bemyndiget til at prædike i Wittenbergs bykirke, mens Luther opholdt sig på slottet i Wartburg. I september 1524 blev Karlstadt eksileret fra Sachsen af Frederik den Vise

### Bondekrigen
Da bondekrigen brød ud, følte Karlstadt sig truet og bad Luther om hjælp. Karlstadt boede i al hemmelighed hos Luther i to måneder. Karlstadt var imidertid nødt til at underskrive en pseudotilbagekaldelse med forord af Luther. I marts 1526 blev Luthers kone gudmor til et af Karlstadts børn, men så fortalte han hende, at et tidligere barn havde fået lov at dø uden at være blevet døbt. Karlstadt havde ikke lov til at prædike eller udgive, og han forsørgede sin familie ved at arbejde i et værtshus i nærheden af Wittenberg indtil 1529, hvor han trak sin pseudotilbagekaldelse tilbage.

### Ikonoklasme og synet på Jomfru Maria
Nogle af de protestantiske reformatorer, især Andreas Karlstadt, Ulrich Zwingli og Jean Calvin opfordrede til fjernelse af religiøse billeder ved at henvise til De 10 buds forbud mod afgudsdyrkelse og fremstillingen af billeder af Gud. Det resulterede i, at statuer og billeder blev ødelagt i spontante, enkeltstående angreb såvel som under uautoriserede ikonoklastiske optøjer.
Karlstadt var den drivende kraft under den tids "Bildersturm". I 1522 overbeviste han byrådet i Wittenberg om at godkende fjernelsen af alle billeder. Martin Luther tog afstand fra disse handlinger. I marts 1522 talte Karlstadt om Maria-billeder og ønskede, at alle Maria-billeder, der blev tilbedt, blev fjernet. Han sigtede især til de Maria-billeder, der blev besøgt under pilgrimsvandringer. 
Dette var mere end blot lokale tyske hændelser. Betydelige ikonoklastiske optøjer fandt sted i Zürich (1523), København (1530), Münster (1534), Geneve (1535), Augsburg (1537) og Skotland (1559). De Sytten Provinser (det nuv. Nederlandene, Belgien og dele af Nordfrankrig) blev ramt af en massiv bølge af ikonoklasme i sommeren 1566. Dette blev kaldt "Beeldenstorm" og var starten på oprøret imod de spanske tropper og den katolske kirke.

### Død og arven efter Karlstadt
Efter at være flygtet fra Sachsen var Karlstadt præst i Schweiz i Altstätten og Zürich. I 1534 tog han til Basel og blev præst i universitetskirken, professor i hebræisk og leder af universitetet. Han blev i Basel til sin død af pest i 1541.
I sit liv udgav Karlstadt omkring 90 skrifter i ca. 213 udgaver. I årene 1518-1525 blev 125 udgaver af hans værker udgivet i Tyskland, hviket var mere end nogen anden forfatter med undtagelse af Luther. Karlstadt foregreb mange af anabaptisternes synspunkter. Hans bøger blev udgivet i samarbejde med De Schweiziske Brødre i Zürich, især Felix Manz. Karlstadts indflydelse på protestantismen i almindelighed omfattede bl.a. fjernelsen af de apokryfe skrifter fra den protestantiske bibel, ophævelsen af tvunget cølibat (han giftede sig tre år før Luther og udgav adskillige skrifter om emnet, både på latin og tysk). Med hensyn til billeder og liturgi påvirkede han Zwingli og anabaptisterne direkte og indirekte baptisterne og de presbyterianske protestanter.